# Хотон Лејк (Мичиген)
Хотон Лејк (енгл. Houghton Lake) насељено је место без административног статуса у америчкој савезној држави Мичиген.

## Демографија
По попису из 2010. године број становника је 3.427, што је 322 (-8,6%) становника мање него 2000. године.
| Група             | 2000.         | 2010.         |
| Белци             | 3.647 (97,3%) | 3.298 (96,2%) |
| Афроамериканци    | 13 (0,3%)     | 26 (0,8%)     |
| Азијати           | 7 (0,2%)      | 5 (0,1%)      |
| Хиспаноамериканци | 34 (0,9%)     | 45 (1,3%)     |
| Укупно            | 3.749         | 3.427         |